# 伊勢屋孫兵衛
伊勢屋 孫兵衛（いせや まごべえ、生没年不詳）は江戸時代の江戸にあった地本問屋、団扇問屋。

## 来歴
幕末に江戸の日本橋堀江町2丁目の家主で地本問屋、団扇問屋を営業していた。嘉永7年（安政1年）6月に地本問屋組合に加入している。
なお、寛政から文化期に伊勢孫（いせそん）と号した版元と同一かは未詳。伊勢孫としては喜多川歌麿、歌川豊国、勝川春英の錦絵を出版している。『浮世絵の基礎知識』は堀江町の伊勢屋孫兵衛と、伊勢孫を別々に項目をたてている。
なお、『東京商工博覧絵』(国立国会図書館所蔵)に店舗の図とともに「日本橋区堀江町二丁目九番地 伊勢屋益川孫兵衛」とあり、姓が益川であることが判明した。

## 作品
- 喜多川歌麿 『北国五色墨』 大判5枚揃 寛政7年（1795年）ころ
- 喜多川歌麿 『青楼仁和加』 大判
- 歌川豊国 『七世片岡仁左衛門の才原勘解由』 大判 寛政7年7月都座『遊女操吉原養育』に取材
- 勝川春英 『仮名手本忠臣蔵』 大判揃物 文化4年（1807年）